# Estación de Grands Boulevards
La estación de Grands Boulevards es una estación de las líneas 8 y 9 del metro de París situada en el límite de los Distritos II y IX de la ciudad. Es, junto a Bonne Nouvelle, la única estación de la red que a pesar de pertenecer a dos líneas diferentes no ofrece conexiones entre ellas.

## Historia
La estación de la línea 8 fue inaugurada el 5 de mayo de 1931. La estación de la línea 9 se abrió poco después, el 10 de diciembre de 1933. Se llamó inicialmente Montmartre, y luego Rue Montmartre hasta que en 1998 adoptó su denominación actual evitando así confusiones para mucho turistas que pensaban que esta estación permitía a acceder a Montmartre. 
Debe su nombre a la zona de los Grandes Bulevares en los que se encuentran ejes como el bulevar de los Italianos, el bulevar de las Capuchinas, o el bulevar de Montmartre.

## Descripción

### Estación de la línea 8
Se compone de dos andenes laterales de 105 metros de longitud y de dos vías. Está diseñada en bóveda elíptica revestida completamente de azulejos blancos planos. La bóveda dispone de un apoyo central para favorecer la estabilidad de la estructura en este tramo de la red que comparten las líneas 8 y 9.
La iluminación es de estilo Motte y se realiza con lámparas resguardadas en estructuras rectangulares de color rojo que sobrevuelan la totalidad de los andenes no muy lejos de las vías.
La señalización por su parte usa la moderna tipografía Parisine donde el nombre de la estación aparece en letras blancas sobre un panel metálico de color azul. Por último, la zona de asiento, de estilo Motte, combina una larga y estrecha hilera de cemento revestida de azulejos rojos que sirve de banco improvisado con algunos asientos individualizados de color naranja que se sitúan sobre dicha estructura.  

### Estación de la línea 9
Se compone de dos andenes laterales de 105 metros de longitud y de dos vías. En su diseño es idéntica a la estación de la línea 8. 

## Accesos
La estación dispone de seis accesos.
- Acceso 1: calle du Faubourg Montmartre
- Acceso 2: bulevar Musée
- Acceso 3: calle Montmartre
- Acceso 4: bulevar Poissonnière
- Acceso 5: calle Saint-Fiacre
- Acceso 6: calle Rougemont